# Apuánské Alpy

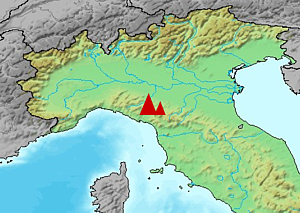
Apuánské Alpy v Itálii

Apuánské Alpy jsou malý horský hřeben v Itálii v severozápadním Toskánsku v provinciích Lucca a Massa-Carrara, geomorfologická jednotka Severních Apenin.

## Poloha
Sousedí na severozápadě s řekou Magrou, na jihovýchodě s řekou Serchio, na jihozápadě s Versilií a na severovýchodě s údolími Lunigianou a Garfagnanou.

## Geologie
Geologický původ Apuánských Alp se liší od ostatních pohoří Severních Apenin, neboť představuje zbytek někdejší pevniny Tyrrhenis a jedná se o masiv krystalických hornin. Apuánské Alpy jsou známé díky těžbě mramoru blízko města Carrary (kararský mramor), který vznikl znovu zvrásněním krystalických vápenců při vzniku Apenin.

## Členění
Nejvyšší hora je Monte Pisanino (1 945 m).